# Barroso (Orense)
Barroso (llamada oficialmente Santa Baia de Barroso) es una parroquia y un lugar español del municipio de Avión, en la provincia de Orense, Galicia.

## Toponimia
La parroquia también es conocida por el nombre de Santa Eulalia de Barroso.

## Organización territorial
La parroquia está formada por dos entidades de población:
- Barroso
- Vilar

## Demografía

### Parroquia
| Gráfica de evolución demográfica de Barroso (parroquia) entre 2000 y 2021 |
|                                                                           |
| Datos según el nomenclátor publicado por el INE.                          |

### Lugar
| Gráfica de evolución demográfica de Barroso (lugar) entre 2000 y 2021 |
|                                                                       |
| Datos según el nomenclátor publicado por el INE.                      |